# 東莞工商總會
東莞工商總會（英語：General Chamber of Commerce & Industry of The Tung Kun District，GCODAIOTTKD），前身是由周少岐、施鵠臣、何子貞等香港東莞籍人士創立於1893年的東義堂，後來在1931年注册為擔保有限公司，是香港歷史最悠久而具代表性的工商團體之一。目前，該會有二千多名工商界會員，他們在內地投資、從事經貿合作及支持公益事業如興辦學校等。
該會會址位於香港中環皇后大道中184–192號恆隆大廈15樓。